# Rosa (voornaam)
Rosa is een meisjesnaam. De naam is Latijn en betekent roos.

## Bekende personen
- Rosa, personage van Walter Baele
- Rosa van Lima, heilige
- Rosa Blasi, Amerikaanse actrice
- Rosa Geinger, Belgische zangeres en actrice
- Rosa Luxemburg, Duitse politica
- Rosa Manus, Nederlandse pacifiste en activiste
- Rosa Mota, Portugese marathonloopster
- Rosa Parks, Amerikaanse burgerrechtenactiviste
- Rosa Saul, Angolese middellangeafstandsloopster
- Rosa Spier, Nederlandse harpiste